# Се (департамент, Нигер)
Се (фр. Département de Say) — департамент региона Тиллабери в Нигере.
Столица — город Се, включает города Геладжо, Таму и Тороди. Департамент примыкает к городскому региону Ниамей и лежит через реку Нигер к юго-западу от столицы. Западная граница департамента Се примыкает к Буркина-Фасо и имеет длину в 60 км. С севера Се граничит с Бенином. 
Район Се сегодня состоит из речной долины на востоке департамента и малонаселенных районов на западе, которые пересекаются рядом притоков, текущих на восток. Река Нигер, имеющая широкое мелководное русло в Ниамее и Се, проходит через ряд ущелий и водопадов, называемых излучиной «Дубль-Ве» из-за формы, которую принимает река, на юге департамента Се. К западу от этих порогов находится Региональный парк Дубль-Ве, малонаселенный район, исторически страдающий от болезней людей и скота, переносимых насекомыми. В наши дни «Дубль-Ве» — это парк и туристическая достопримечательность, а его история «нейтральной земли» сделала его убежищем для оставшихся диких животных, а также позволила оставить нетронутыми несколько археологических памятников.
По крайней мере, с XVI века нашей эры сонгай двинулись на юг в эту область с севера, из тех мест, что сейчас называются Тера. Жители этих мест в то время были связаны с народом гурма, который сегодня составляет большую часть населения северо-западной части департамента. 
В XVIII и XIX веках город Се был основан мигрантами народа фульбе из региона Гао современного Мали. Мигранты из других регионов поселились на территории, которая сейчас является северо-востоком Буркина-Фасо. Между 1810 годом и прибытием европейского писателя Генриха Барта в 1854 году мусульмане фульбе во главе с Альфой Мохамедом Диобо из Дженне основали эмират Се. Репутация благочестивого и ученого Мохаммеда Диобо и его последователей помогла Се превратиться из маленькой речной деревни в город с населением 30 000 человек, известный во всей Западной Африке как центр просвещения.
Се был важным местом и в колониальный период, поскольку он служил точкой доступа французских войск через колонию Дагомея к нижнему Нигеру и их попытке остановить британскую экспансию на север. Это обеспечило бы французское колониальное завоевание регионов, которые, как они надеялись, соединит их атлантические колонии с верховьями реки Нил и французским берегом Сомали. По состоянию на 2011 год в департаменте проживало 316 439 человек.